# Кубрат
Кубра́т (болг. Кубрат, Курбат, Кробат, Курт, Куртъ, греч. Χουβρατις) — правитель булгарского племени оногуров. Предположительно происходил из династии Дуло. 
Большинством исследователей Кубрат считается основателем и первым правителем племенной конфедерации, известной по византийским источникам VIII—IX веков как Великая Болгария (Булгария). При этом, по утверждению археолога И. О. Гавритухина: «Известен хан Великой Болгарии — Кроват (Коврат), после смерти которого (между 641 и 668) объединение распалось, а составлявшие его народы были подчинены хазарами или бежали. Отождествление с Кроватом хана уногундуров Кубрата, союзника византийского императора Ираклия I, как и связь с Великой Болгарией комплексов круга Перещепинского клада, спорны».

## Биография

### Упоминание в источниках
Кубрат упоминается в «Бревиарии» Никифора Константинопольского (вероятно, ок. 780—790), «Хронографии» Феофана Исповедника (между 810 и 814), «Армянской географии» (680-е гг.), «Именнике» правителей Болгарии на Дунае (составлен в конце IX века).
Сопоставимые имена упоминаются в других источниках: в том числе «Кувар» (в других отрывках из в «Бревиария» Никифора Константинопольского) — как вождь унногундуров, племянник Органы.
Ряд исследователей соотносят с Кубратом также Кетрадеса, который упоминается в «Хронике» коптского епископа города Никиу (Пшати, Пашати) Иоанна Никиусского (VII век). Ш. Р. Мингазов в своей книге «Кубрат — правитель Великой Болгарии и Кетрадес — персонаж Иоанна Никиусского» (2012 год) утверждает, что сведения Иоанна Никиусского к Кубрату не относятся.
Археолог А. В. Комар отмечает: «Существуют версии, объединяющие эти биографии (или их части) так, что они относятся к одному или двоим людям. По другим реконструкциям, в поздних источниках имеет место смешение информации о трёх различных вождях булгар 7 в. В частности, сюжет о восстании Кувара против авар связывается с историей „Чудес св. Дмитрия Солунского“ о Кувере (предположительно ещё один сын Кубрата), возглавлявшем в Аварском каганате область, населённую несколькими объединениями (в том числе сирмисианами, выведенными аварами из Византийской Империи, восставшем против авар и затем уведшем своих людей под Салоники».

### Основные сведения
Точные годы рождения и смерти Кубрата источниками не зафиксированы.

#### Сведения о крещении
В «Бревиарии» Константинопольского патриарха Никифора I Исповедника сообщается, что некий «государь гуннского народа» вместе со своими старейшинами и оруженосцами прибыл в Константинополь с просьбой к императору Ираклию I об обращении в христианство. Император охотно принял «гуннов», окрестив всех «в Божественной купели»: византийские (ромейские) архонты стали восприемниками «гуннских» старейшин, а супруги архонтов — их жён. Помимо этого, представители «гуннской» знати были одарены императорскими дарами и наделены почётными званиями. Самого же «государя гуннского народа» император удостоил титула патрикия и «благосклонно отпустил в гуннскую страну». Предполагается, что этот пассаж может описывать крещение дяди Кубрата болгарского хана Органы.
В «Хронике» Иоанна Никиусского указывается, что Кетрадес (предполагаемый Кубрат) — племянник Куернака (предполагаемого Органы) был крещён и воспитывался в Константинополе «в недрах христианства», вырос в императорском дворце. В дальнейшем, он был удостоен Ираклием I титула патрикия и выступал уже в качестве христианского государя. «В силу святого и животворящего крещения, им полученного, — писал Иоанн Никиусский, — он побеждал всех варваров и язычников».

#### Сведения о политической и военной деятельности
Между 634 и 640 годами Кубрат освободился от власти авар.
Объединил под своим началом ряд племён в союз, известный по византийским источникам VIII—IX веков как Великая Болгария (Великая Булгария).
В «Хронике» Иоанна Никиусского Кетрадес (предполагаемый Кубрат) представлен сторонником нереализованного плана возведения на византийский престол (после смерти Ираклия I) Мартины с сыновьями.
«После смерти К[убрата] [ближе к концу правления визант[ийского] имп[ератора] Константа II (641—668), вероятно, ок. 660—665], — указывает А. В. Комар, — возглавляемое им объединение распалось; часть во главе с сыном К[убрата] Батбаяном была подчинена хазарам, другие мигрировали, в том числе и орда 2-го сына К[убрата] — Аспаруха, основавшего Первое Болгарское царство на Дунае».

### Предполагаемое захоронение
Предполагаемая могила Кубрата найдена близ деревни Перещепино Полтавской области в 1912 году (подробнее см. Перещепинский клад).

## Сыновья Кубрата и их дальнейшая судьба
По словам летописца Феофана Исповедника и другим источникам, Кубрат имел 5 сыновей.
- Старший сын Батбаян исполнил завет отца и остался в Великой Болгарии, но после ухода своих братьев с отдельными племенами не смог сдержать напор хазар и был покорён ими, обязавшись платить им дань, по словам Феофана Исповедника:

«Старший сын, по имени Ватваян, соблюдая завещание отца поныне остался в земле своих предков». 
«Когда они таким образом разделились на пять частей и стали малочисленны, то хазары, великий народ, вышедший из Верзилии самой дальней страны первой Сарматии, овладел всею Запонтийскою Болгариею до самого Понта, и сделавши данником старшего брата Ватвайя, начальника первой Болгарии, поныне получает от него подати.»
- Рядом с ним, по другому берегу Дона, поселился следующий по старшинству сын — Котраг с племенем котрагов (кутригуры). По-видимому, именно эти две части болгар становятся позднее известны в Среднем Поволжье, где возникло государство Волжская Болгария.
- Третий сын Аспарух возглавляет племя утигуров. В наследство он получает западную часть Великой Болгарии в северо-западной части черноморского побережья. С левого берега реки Дунай начинает вторжение в Южную Добруджу и Мезию. Заключив союз с местными славянскими племенами, ведёт успешную войну с Византией и после решительной победы над императором Константином IV создаёт государство Болгария.
- Четвёртый сын Кубрата — правитель северо-западной части Великой Болгарии (Добруджа), по словам Феофана Исповедника:

«покорясь кагану аварскому, остался с народом своим в Паннонии аварской».
По различным данным, он носил имя Кубер (или Кувер). Все сведения о Кубере содержатся в агиографическом сборнике о чудесах св. Димитрия Солунского. Кубер попытался поднять восстание против аварского владычества и подчинить своей власти Паннонию. Но это ему не удалось. Впоследствии он двинулся южнее и поселился на территории современной Македонии, подчиняясь Византии. Среди надписей памятника «Мадарский конник», построенного в начале VIII века, есть слова Тервела:
«Но мои дяди не поверили безносому императору и ушли в свои селения».
Эти события надо отнести примерно к 704 году, когда Юстиниан II пытался вернуть власть, обращаясь за помощью к Тервелу. Судя по надписям, он просил также помощи болгар, ушедших из Великой Болгарии под предводительством четвёртого сына Кубрата.
- Пятый, самый младший сын Кубрата, по словам Феофана Исповедника:

 «другой, пришедши в Пентаполис при Равенне, покорился царям христианским».
Он поселился на территории современной Италии в государстве лангобардов. На данный момент историки предполагают, что младшего сына звали Альцек. Сведения о нем содержатся в хронике Фредегара. Историк Павел Диакон посвятил целый параграф истории переселения болгар в район Беневента: под предводительством вождя Альцека болгары пришли в Италию к королю лангобардов Гримоальду (662—671), который отправил их к своему сыну Ромуальду в Беневент, где они и осели в Сепине, Бовиане и Инзернии. Хотя Павел Диакон не сообщал, откуда появились болгары Альцека, на данный момент считается, что Альцеком был пятый сын Кубрата. С 1987 года в указанных районах Италии обнаружены некрополи болгар.

## Оценка и роль в истории
Кубрат считается одной из наиболее значимых личностей в болгарской истории. Это человек, который объединил разрозненные племена, и дал толчок будущей булгарской государственности на Дунае и Волге.

## Документальные фильмы
- «Болгары», докум. фильм, реж. и сценарист П. Петков, опер. Кр. Михайлов. Производство bTV. 2006 год, Болгария.